# Saboteur (Computerspiel)
Saboteur ist ein Open-World-Actionspiel mit einem Fokus auf Stealth des Unternehmens Pandemic Studios und wurde von Electronic Arts veröffentlicht. Erscheinungstermin war der 4. Dezember 2009 in Europa und der 8. Dezember 2009 in Nordamerika. Das Spiel ist für Windows, PlayStation 3 und Xbox 360 erhältlich. Es ist das letzte Produkt der Pandemic Studios, die noch vor dem Verkaufsstart vom Mutterunternehmen Electronic Arts geschlossen wurden.
Das Spiel enthält eine umfangreiche Modellierung von Paris, der Normandie, der Picardie, der Bourgogne, Le Havre sowie weiteren französischen Gegenden.

## Inhalt und Handlung
Der Spieler übernimmt die Rolle von Sean, einem irischen Rennfahrer und Mechaniker, der im vom nationalsozialistischen Deutschland besetzten Paris des Zweiten Weltkriegs brenzlige Aufträge erfüllen muss und so nach und nach mit der Résistance die Stadt von den Deutschen befreit. Ähnlich wie in den GTA-Spielen hat man die Möglichkeit, die Stadt völlig frei zu erkunden und sogar über die Grenze nach Deutschland ins Saarland zu fahren. Es ist auch möglich, jedes Dach der Stadt zu erklimmen und sich so, ähnlich wie in Assassin’s Creed, unauffälliger durch die Stadt zu bewegen. Während der Kämpfe mit den deutschen Besatzern stehen dem Spieler auch die Bürger von Paris zur Seite, welche helfend ins Geschehen eingreifen.
Präsentiert wird das Spiel in einer Optik, die an Neo-Noir-Filme wie Sin City erinnert, die Farbe bzw. Farblosigkeit wird als Stilmittel benutzt: Besetzte Gebiete werden in Schwarz-Weiß dargestellt, während Hakenkreuz-Armbinden, Flaggen und Blut in roter Farbe schimmern. Wenn man diese Gebiete von der Besatzung befreit, kehren die Farben und somit sinnbildlich die Hoffnung der Pariser Bürger zurück. Außerdem kann der Spieler durch geschickte Sabotageaktionen Wachtürme, Propagandalautsprecher oder Generatoren zerstören, um so die deutsche Streitmacht zu schwächen. Im Gegensatz zu vergleichbaren Spielen hat dies dauerhaften Einfluss auf das Spielgeschehen – ein zerstörter Wachturm bleibt für das verbleibende Spiel verschwunden.

## Entwicklungs- und Produktionsdetails

### Deutsche Fassung
In der in Deutschland vertriebenen Fassung sind neben den strafrechtlich relevanten NS-Symbolen alle Hinweise auf den Nationalsozialismus entfernt worden, darunter auch zwei Redeausschnitte Adolf Hitlers.

### Geplante Fortsetzung
Pandemic Studios plante sowohl eine Erweiterung des Spiels als auch eine Fortsetzung zu produzieren. 2009 wurde dazu der australische Entwickler Morgan Jaffit, der zuvor als Creative Director und Lead Designer für das Pandamic-Studio in Brisbane gearbeitet hatte, von Pandemic in Los Angeles angeworben. Jaffit sollte dort als Creative Director an der Erweiterung und der Fortsetzung arbeiten, verließ das Unternehmen jedoch bereits nach kurzer Zeit wieder. Mit der Schließung von Pandemic Studios im Dezember desselben Jahres wurden auch diese Projekte eingestellt.

## Kritiken
The Saboteur erhielt von der GameStar eine Wertung von 85 Punkten und wurde mit dem GameStar Gold-Award ausgezeichnet.
Games Radar hielt fest: „Erzählung, Figuren und Setting erreichten leider nie den Grad an Transzendenz, den wir uns erhofft hatten. Erstaunlich nahe kamen sie dennoch daran, bedenkt man die Blödsinnigkeit drum herum. […] Die Geschichte ist gut genug erzählt und gut genug getimet, um die Vorhersagbarkeit zu übertönen. Die Charaktere sind ausreichend beeindruckend und liebenswert genug, um ihnen die grässlichen Akzente nachzusehen. Stil und Setting sind schön genug um über die mangelnde Tiefe hinwegzutrösten. Das Gameplay ist abwechslungsreich und spannend genug, um vom fehlenden Feinschliff abzulenken.“
In seiner Besprechung für Spiegel Online zieht Carsten Görig ein positives Fazit, obwohl der Titel „unfertig“ wirke und „leider einige technische Mängel“ habe. Mit einer überzeugenden Spielwelt, abwechslungsreichen Aufträgen und dem „wirklich guten Einfall“, der anfangs düsteren Szenerie nach und nach ihre Farben zurückzugeben, sei Saboteur dennoch ein „gelungenes Actionspiel“, das „Spaß macht“.